# Munchmuseet
Munchmuseet är ett konstmuseum i stadsdelen Bjørvika i Oslo. Museet, som öppnade den 29 maj 1963 – hundra år efter konstnären Edvard Munchs födelse – ägnar sig uteslutande åt målaren Edvard Munchs konstnärskap. Det flyttades till sin nuvarande plats från den ursprungliga byggnaden i stadsdelen Tøyen år 2021. En flytt hade diskuterats redan 2008, men först 2016 började byggnationen. De största målningarna från museet i Tøyen flyttades med kran genom ett  hål i väggen på det nya museet i Bjørkvika.
Det nya museet, som invigdes av kung Harald V och drottning Sonja den 22 oktober 2021, har ritats av den spanska arkitektbyrån Estudio Herreros och kostat 2,7 miljarder kronor att bygga.
Den sextio meter höga byggnaden med  tretton våningar är ett av världens största museer ägnat åt en enskild konstnär. Fasaden är av perforerad, vågformad aluminiumplåt och på kvällen syns belysningen igenom den. Museet har elva utställningssalar ett bibliotek och en biograf. Den   berömda målningen Skriet har ett eget rum på fjärde våningen.

## Samlingar
Edvard Munchs testamente omfattade en gåva till Oslo kommun: 1 100 målningar, 15 500 grafiska blad fördelat på 700 motiv, 4 700 teckningar och sex skulpturer. Därtill kom också nära 500 tryckplattor, 2 240 böcker, anteckningböcker, dokument, fotografier, verktyg, rekvisita och möbler. Munchs omfattande brevsamling testamenterades senare till museet av Munchs syster Inger Munch tillsammans med ett betydande antal originalverk, särskilt från 1880-talet.
Denna och andra gåvor har gjort att museet idag innehar mer än hälften av Munchs alla målerier, samtliga grafiska motiv och alla existerande tryckplattor. Detta gör museet speciellt även internationellt sett och ger goda förutsättningar för specialutställningar.
Förhållandena ligger väl tillrätta för forskare och studenter genom sammanfattande samlingar och ett välutbyggt bibliotek.

## Museet i Tøyen

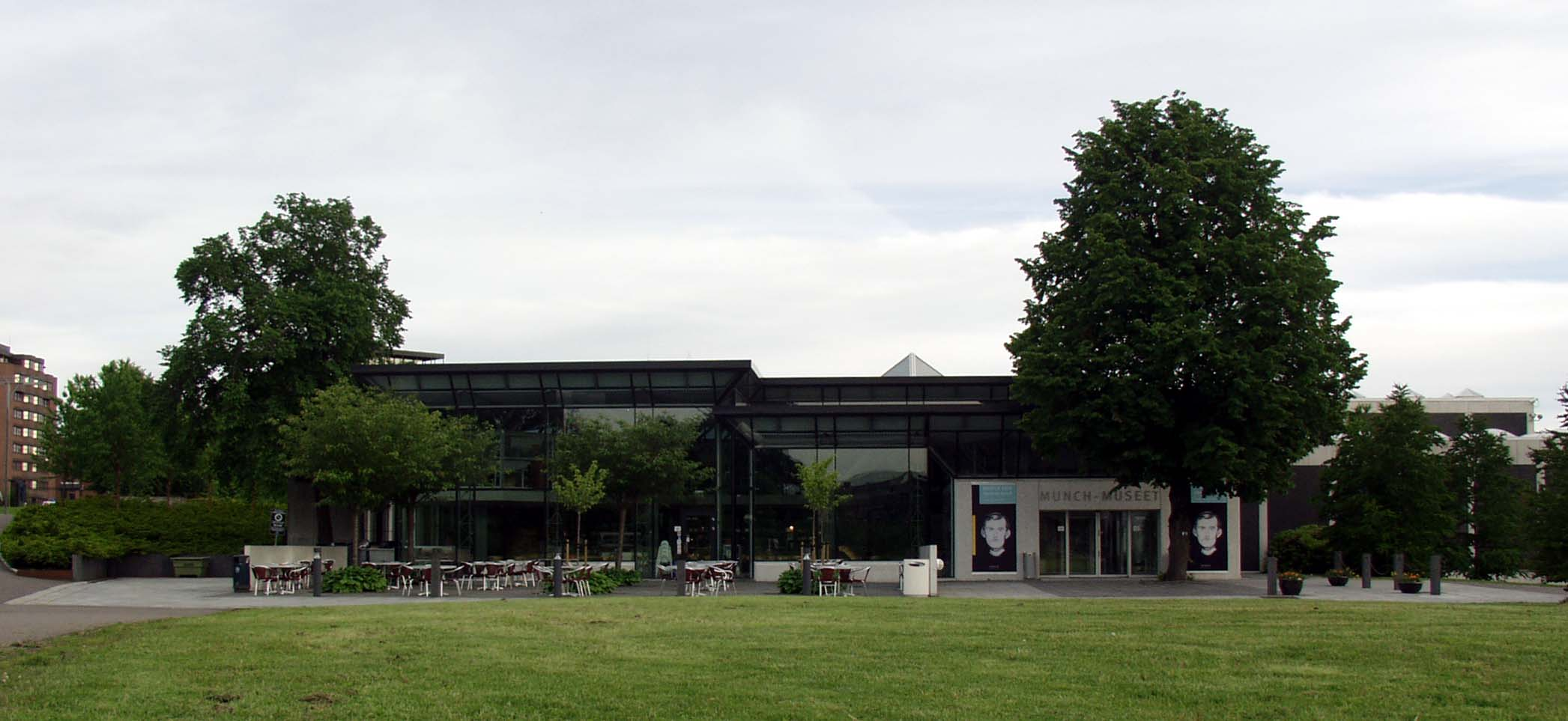
Munchmuseet, Tøyen

Museibyggnaderna ritades av arkitekterna Gunnar Fougner och Einar Myklebust. Myklebust var även arkitekt när museet byggdes om och utvidgades 1994 - 50 år efter Edvard Munchs död. Det ursprungliga museet finansierades genom överskottet från Oslos kommunala biografkedja Oslos Kinematografer. Om- och utbyggnaden 1994 finansierades av det japanska företaget Idemitsu Kosan co. Ltd.
Museet innehåller idag utställningslokaler, foto- och konserveringsateljeer, kontor, bibliotek och magasin. Mitt i museet ligger föredragssalen som också används till utställningar, konserter, teater och filmvisning. I museets nya entré möts publiken av en butik och ett kafé.